# L'amore tra i polli
L'amore tra i polli (Love Among the Chickens) è un romanzo umoristico dello scrittore britannico P. G. Wodehouse, pubblicato in volume in una prima versione nel 1906 e successivamente, in versione riveduta, nel 1921. La prima traduzione in lingua italiana, ad opera di Silvio Spaventa Filippi, basata sulla versione inglese del 1921, apparve per Monanni nel 1929.
Questo è il solo romanzo di cui sia protagonista il personaggio ricorrente di Stanley Featherstonehaugh Ukridge, che appare in altri diciannove racconti brevi di Wodehouse. Ukridge ha ideato un piano infallibile per arricchirsi rapidamente: creare un allevamento di polli. Dà avvio all'impresa trascinando con sé nel Dorset sua moglie Millie e il suo amico Jeremy Garnet. Garnet tuttavia si innamora di una ragazza che vive nelle vicinanze della fattoria. Ne derivano complicazioni, che coinvolgono uomini e animali, esacerbate dagli stravaganti metodi imprenditoriali di Ukridge.

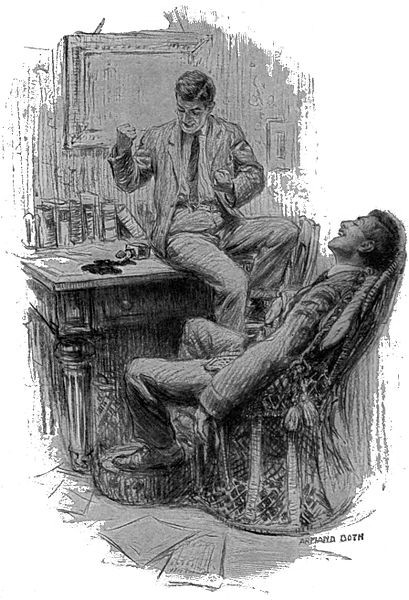
«"Non fa nulla l'inchiostro", disse Ukridge, "il legno lo assorbirà"» (illustr. Armand Both)

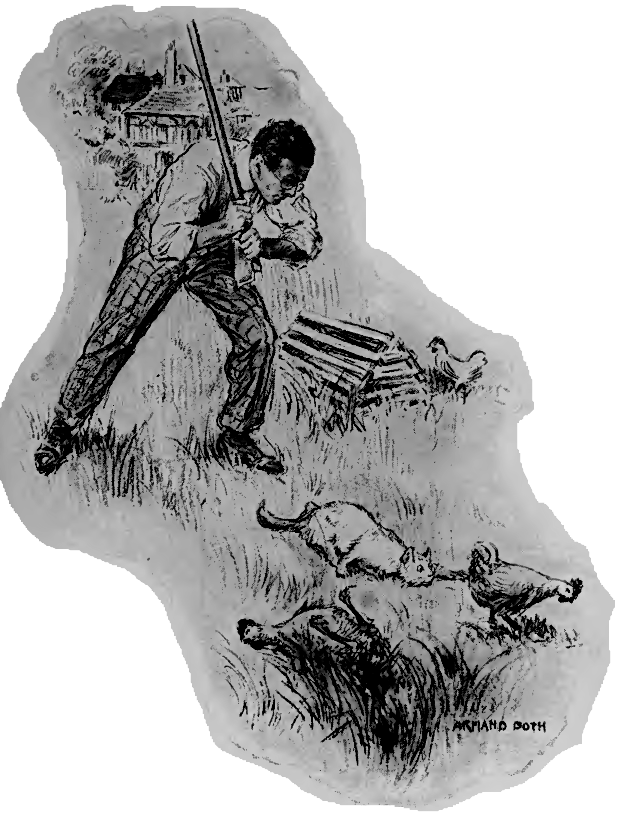
«Le cose non andavano bene nel nostro allevamento modello» (illustr. Armand Both)

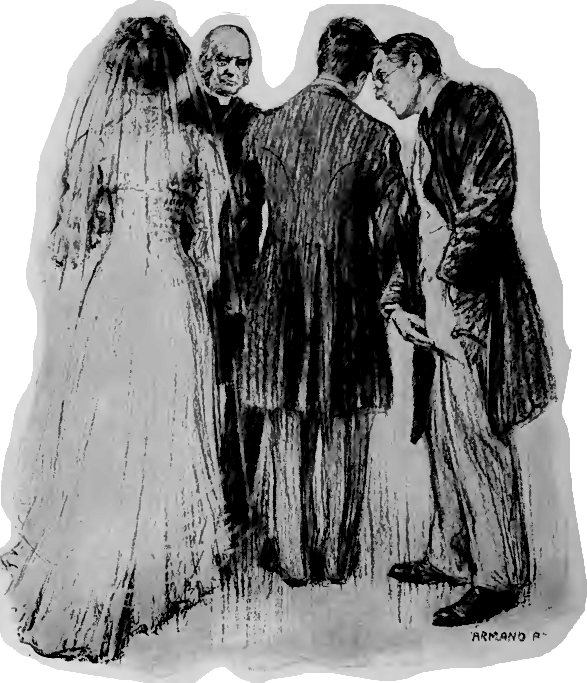
Il matrimonio tra Jeremy Garnet e Phyllis Derrick (illustr. Armand Both)

## Storia editoriale
Love Among the Chickens fu pubblicato per la prima volta in volume nel giugno 1906 da George Newnes di Londra, con una dedica a Sir Henry Bargrave Finnelley Deane, un giudice dell'Alta Corte, cugino della madre di Wodehouse. Il romanzo era costituito da ventitré capitoli numerati e provvisti di titolo, più un "Epilogo" finale. I primi cinque capitoli erano narrati in terza persona; i successivi in prima persona da Jeremy Garnet.  Il romanzo ottenne un grande successo.  Love Among the Chickens fu pubblicato poi a puntate sul mensile statunitense Circle tra il settembre 1908 e il marzo 1909 e l'11 maggio 1909 apparve in volume l'edizione americana. Nel 1921 Wodehouse fece una revisione del romanzo: tutti i capitoli, anche i primi cinque, sono ora narrati da Jeremy Garnet; è eliminato l'"Epilogo" finale; sono cambiati alcuni nomi (per esempio, "Lyme Regis", il villaggio sede dell'allevamento, viene cambiato per qualche motivo in "Combe Regis"); il costo della vita è aggiornato all'inflazione del dopoguerra. Per esempio, nel 1906 Ukridge prevedeva che il prezzo di vendita di sei uova sarebbe stato di tre farthings, nel 1921 il prezzo di vendita di sei uova sarebbe stato quaranta volte superiore: mezza corona. Nella dedica della nuova edizione allo scrittore Bill Townend, compagno di scuola di Wodehouse al Dulwich College, Wodehouse ringraziava l'amico per avergli suggerito a suo tempo l'idea del romanzo e affermava di averlo praticamente riscritto. In Italia il romanzo ha avuto cinque traduzioni, fra il 1929 e il 1994, per almeno ventuno edizioni ad opera di sette editori.

## Trama
Jeremy Garnet, avendo appreso che il suo vecchio amico Ukridge lo ha cercato nella sua abitazione londinese mentre era fuori casa, e temendo che la pace di cui ha bisogno per scrivere il suo nuovo romanzo sia in pericolo, decide di lasciare Londra per un po'. Ma è troppo tardi. Ukridge arriva, con la moglie Millie al seguito, e inizia immediatamente a spiegare a Jeremy il suo nuovo piano per arricchirsi velocemente: la produzione di uova di gallina in una fattoria nel Dorset. Cedendo alla forte personalità di Ukridge, Garnet accetta di accompagnarlo alla fattoria; ci sarà, gli assicura Ukridge, la possibilità di giocare a golf e di trascorrere il tempo in riva al mare. Sul treno diretto al Dorset, Jeremy e gli Ukridge condividono lo scompartimento con una bella ragazza irlandese dai capelli castani di nome Phyllis e dal suo anziano padre. Per coincidenza, Phyllis sta leggendo una copia dell'ultimo romanzo di Garnet, regalatole da un'amica, Molly MacEachern.
Giunti a destinazione, sono accolti da Beale, un militare in congedo tuttofare nella fattoria, sua moglie, e il cane Bob. Il giorno dopo viene consegnata una moltitudine variegata di galline, e inizia un periodo frenetico di lavoro per costruire recinti e pollai. Ukridge effettua numerosi acquisti a credito e ottiene commissioni da vari esercizi commerciali. Un giorno, inseguendo zia Elisabetta (una gallina fuggita dalla fattoria), Garnet giunge in un giardino dove stanno Phyllis, la ragazza del treno, suo padre, il professor Derrick, e un giovane tenente di vascello di nome Tom Chase, la cui familiarità con Phyllis infastidisce Garnet. Catturato a fatica la gallina, Garnet viene invitato a pranzo dai Derrick, dopo di che rimane a giocare a croquet: nasce l'amore per Phyllis.
Gli Ukridge invitano a loro volta a cena i loro vicini, ma non sono in grado di cuocere i cibi perché Edwin, il gatto di Millie, si è rifugiato nella cappa fumaria della cucina e non è possibile scacciarlo. Deluso per il pasto freddo e irritato per le chiacchiere di Ukridge, in particolare sull'Home rule irlandese, il Professore se ne va via indignato.
I polli si ammalano di pipita; Garnet si reca al villaggio in cerca di aiuto e incontra per caso Phyllis la quale mostra cordialità. Più tardi, mentre sono in riva al mare, Phyllis gli dice di essere dispiaciuta per non potersi più frequentare, ma che non può comportarsi diversamente, a causa del risentimento di suo padre. Garnet vede il Professore che sta pescando da una barca e pensa che se commettesse un gesto "eroico", per esempio se salvasse il professore in procinto di annegare, riconquisterebbe l'amicizia dei Derrick. Escogita pertanto un piano che prevede il sabotaggio della barca del professore.  Il piano viene messo in atto: il rematore Harry Hawk fa capovolgere la barca, Garnet salva il professore, si ripristina l'amicizia dei Derrick verso gli abitanti della fattoria. Il Professore, grande appassionato di golf, invita Jeremy a partecipare a un torneo che si svolgerà nei prossimi giorni. Jeremy si reca da Phyllis con l'intenzione di farle una dichiarazione d'amore, ma viene interrotto dall'arrivo di Chase, il quale insinua che Harry Hawk possa aver fatto capovolgere volontariamente la barca. Poi Chase sfida Jeremy a tennis e lo sconfigge ignominiosamente sotto gli occhi di Phyllis.
Le difficoltà nell'allevamento di polli stanno diventando insostenibili. Jane Muspratt, la fidanzata di Harry Hawk, informa per lettera il Prof. Derrick delle modalità con cui la barca si è capovolta. Il Professore scrive a sua volta una lettera a Jeremy Garnet esprimendogli il suo disprezzo e invitandolo a non farsi più vedere. Umiliato, Jeremy tenta di allontanare le preoccupazioni dedicandosi interamente al lavoro; dopo una settimana si imbatte in Phyllis e le spiega il perché delle sue azioni: amava Phyllis, desiderava frequentarla nonostante l'astio del padre e aveva programmato quell'attentato maldestro per riallacciare i rapporti con lei. Phyllis dichiara che ricambia il suo amore, che Tom Chase è il fidanzato con sua sorella Norah, ma che purtroppo suo padre non acconsentirebbe mai al loro matrimonio. Su consiglio di Ukridge, Jeremy cerca di parlare col prof. Derrick, informandolo anche del suo amore per la figlia, ma ottiene il risultato di far arrabbiare ancora di più il padre di Phyllis. L'opposizione del prof. Derrick al matrimonio fra Jeremy e Phyllis viene risolta grazie al golf. Jeremy e il Professore sono i due finalisti al torneo di golf, alla cui vincita il Professore aspira da lungo tempo. In finale il Professore gioca molto male, ma la conduzione di Jeremy è tale che il Professore vince il torneo e, per la gioia, dà il suo consenso al matrimonio.
Ritornato alla fattoria, Jeremy scopre che gli Ukridge sono scomparsi, e sospetta che se ne siano andati per sfuggire ai creditori. Arriva infatti uno sciame di creditori i quali, dopo aver protestato vivacemente, iniziano a saccheggiare la fattoria, a compiere furti o atti vandalici Finalmente giunge Ukridge: Era andato a Londra con la moglie a chiedere aiuto finanziario alla ricca zia di Millie, detta Zia Elizabeth, e li aveva ottenuti. Commenta Jeremy: «Qualche volta mi è capitato di vedere in lui dei difetti. Ma in quell'occasione (Ukridge) dette il meglio di sé. Fu eloquente. Dominò l'uditorio. (...) Egli rovesciò il suo disprezzo sugli ascoltatori e questi tremarono. (...) Non appena fosse sorto il sole e fosse cominciato un nuovo giorno, i loro miserabili conti sarebbero stati saldati e ogni rapporto fra lui e loro sarebbe stato troncato. Dopo di che, avrebbe probabilmente iniziato azione legale contro di loro per violazione di domicilio e danni alla proprietà»>. Più tardi, Garnet incontra Ukridge sulla spiaggia che gli confida il prossimo progetto: mettere su un allevamento di anatre!

## Personaggi
(in ordine di apparizione)
Jeremy GarnetIo narrante. Scrittore, autore di numerosi racconti e di due romanzi (L'estraneo e Le manovre di Arturo), già collega di Ukridge come insegnante in una scuola privata, sportivo (ama il tennis e il golf), vuole sposare Phyllis
Mrs. MedlyPadrona di casa di Jeremy Garnet a Londra
LickfordScrittore e pittore amico di Jeremy Garnet
Stanley Featherstonehaugh UkridgeIndividuo imponente (alto oltre 180 cm), con ottime capacità oratorie, organizza la fattoria per la produzione di uova di gallina. «Eroe di molti romanzi e di molte disavventure, Ukridge è un genio del debito e dello scrocco; un eroe dell'urlo e della sbracatezza; un acrobata di imprese commerciali fallimentari; un artista della persuasione per via illogica e per bombardamento verbale; un gigante della gaffe, dell'equivoco, dell'incompetenza, dell'intervento fuori luogo, della distrazione, del qui-pro-quo, della dimenticanza»
Millie UkridgeMoglie di Stanley Ukridge
Phyllis DerrickGiovane e graziosa ragazza di origine irlandese, amata da Jeremy Garnet
Patrick DerrickPadre di Phyllis, irlandese, professore all'Università di Dublino, permaloso, ama i piaceri della tavola e il golf
Molly McEachernAmica di Phyllis, le ha dato l'ultimo romanzo di Jeremy Garnet
BobCane bastardo di Beale, ringhioso e aggressivo, farà strage di polli
BealeEx sergente dai capelli rossi, factotum della fattoria per l'allevamento dei polli
Mrs. BealeMoglie di Beale e cuoca della fattoria
Tom ChaseTenente di vascello della Royal Navy, oratore elegante e fantasioso alla Psmith, è fidanzato con Norah Derrick (sorella di Phyllis)
DawlishDroghiere a Combe Regis
EdwinGatto persiano purosangue di proprietà di Millie Ukridge; ostinato, fa strage di polli
Norah DerrickSorella di Phyllis, è fidanzata con Tom Chase
Harry HawkBarcaiolo, viene assoldato da Jeremy Garnet per far cadere in mare il Prof. Derrick
VickersMacellaio di Combe Regis
CurtisPescivendolo di Combe Regis
Lady Elizabeth Lakenheath (Zia Elizabeth)Zia di Millie, ricca, disistima Ukridge
Zia ElizabethGallina antipatica dall'espressione sardonica («una gallina bolscevica») che Ukridge aveva soprannominato come Lady Elizabeth Lakenheath, la zia Elizabeth di Millie
SmithRivenditore di grammofoni a Dorchester
Jane MusprattFidanzata del barcaiolo Harry Hawk

## Critica
Love Among the Chickens è il primo grande successo di Wodehouse come romanziere. Il titolo è una parafrasi di "Love Among the Ruins", una poesia dalla raccolta Men and Women di Robert Browning. Il romanzo è stato definito Guido Almansi «romanzo comico-pastorale»: non ci sono personaggi negativi (tranne la gallina zia Elisabetta), tutti sono simpatici. La coppia Jeremy Garnet-Phyllis Derrick è «deliziosamente e stupidamente idillica». Fra i vari personaggi primeggia tuttavia Stanley Ukridge. Ukridge è uno dei personaggi più amati dallo stesso Wodehouse, il quale in una lettera del 2 giugno 1945 indirizzata a Frances Donaldson scrive che l'unico fra i suoi personaggi in grado di andare avanti è Ukridge.

### Edizioni

#### In lingua inglese
- (EN) Love Among the Chickens, 1ª ed., London, George Newnes, 1906.
- (EN) Love Among the Chickens, illustrazioni di Armand Both, 1ª ed., New York, Circle Publishing Company, 1909.
- (EN) Love Among the Chickens, London, Jenkins, 1921.

#### Traduzioni in italiano
- L'amore tra i polli [Love Among the Chickens], traduzione di Silvio Spaventa Filippi, Milano, Monanni, 1929  [1921].
- Amore tra i polli: romanzo [Love Among the Chickens], traduzione di Francesco Palumbo, Milano, Bietti, 1932  [1921].
- L'amore tra i polli [Love Among the Chickens], traduzione di Dienne Carter, Milano, Aurora, 1938  [1921].
- Amore fra i polli [Love Among the Chickens], traduzione di Oriana Previtali, Introduzione di Guido Almansi, Milano, Rizzoli, 1961  [1921].
- L'amore fra i polli [Love Among the Chickens], traduzione di Mario Bodoman, Milano, Mursia, 1990  [1921].

### Fonti critiche
- Guido Almansi, La ragion comica, Milano, Feltrinelli, 1986, ISBN 88-07-08043-5.
- Guido Almansi, Introduzione, in Amore fra i polli, Milano, Rizzoli, 1980,  pp. 5-15.
- Eileen McIlvaine, Louise S. Sherby e James H. Heineman, P. G. Wodehouse: A Comprehensive Bibliography and Checklist, New York, James H. Heineman Inc., 1990, ISBN 978-0-87008-125-5.
- (EN) Barry Phelps, P.G. Wodehouse: Man and Myth, London, Constable, 1992, ISBN 0-09-471620-X.
- (EN) Richard Usborne, Plum Sauce: A P. G. Wodehouse Companion, New York, The Overlook Press, 2003, ISBN 1-58567-441-9.
- (EN) Gabriella Valentino, Italian Translations of the Works of P.G.Wodehouse: an Epistemic Approach. Doctoral thesis, Swansea, Swansea University, 2017.
- P. G. Wodehouse, P.G. Wodehouse: A Life in Letters, a cura di Sophie Ratcliffe, London, Arrow, 2013, ISBN 978-0-09-951479-4.